# Dywizjon Żandarmerii Wojskowej Nr 3
Dywizjon Żandarmerii Wojskowej Nr 3 – oddział żandarmerii Wojska Polskiego.

## Historia dywizjonu
W pierwszej dekadzie lutego 1920 roku, na podstawie poufnego rozkazu L. 500 Ministerstwa Spraw Wojskowych z 18 stycznia 1920 roku, dotychczasowe Dowództwo Żandarmerii Wojskowej przy Dowództwie Okręgu Generalnego „Kielce” zostało przemianowane na dowództwo Dywizjonu Żandarmerii Wojskowej Nr 3. Nowo powstały dywizjon otrzymał numer okręgu generalnego, na terenie którego stacjonował, a plutony żandarmerii wojskowej wchodzące w jego skład zachowały w nazwie miejsce swego postoju z dodaniem nazwy macierzystego dywizjonu np. „Dywizjon 3. Pluton Opatów”. Z dniem 1 kwietnia 1920 roku przy Dywizjonie został utworzony szwadron zapasowy „o czterech plutonach po 60 ludzi celem wyszkolenia żandarmów dla Żandarmerii Polowej”.
7 lutego 1921 roku dowódca Okręgu Generalnego „Kielce” ogłosił rozkaz o przeniesieniu dotychczasowego dowódcy dywizjonu podpułkownika Hugona Babla na stanowisko dowódcy Dywizjonu Żandarmerii Wojskowej Nr 2 w Lublinie oraz przeniesieniu dowódcy byłego Dywizjonu Żandarmerii Wojskowej Nr 9 w Grodnie majora Adama Butzury na stanowisko dowódcy Dywizjonu Żandarmerii Wojskowej Nr 3.
Z dniem 10 września 1921 roku dowódca OGen. „Kielce” zatwierdził Komisję Gospodarczą Dyonu Żandarmerii Nr 3 w składzie: rtm. dr Tadeusz Dudryk i por. Aleksander Czanerle. Agendy komisji prowadził podchorąży Józef Woźniak.
W drugiej dekadzie listopada 1921 roku Dywizjon Żandarmerii Wojskowej Nr 3 został zlikwidowany. Dowództwo dywizjonu zostało przeniesione do Przemyśla, gdzie zostało przemianowane na Dowództwo 10 Dywizjonu Żandarmerii. W tym samym czasie Pluton Kielce I został przeniesiony do Przemyśla i przemianowany na Pluton Żandarmerii Przemyśl. Równocześnie Pluton Kielce II został przemianowany na Pluton Żandarmerii Kielce i podporządkowany dowódcy 10 dżand. Pluton Radom został włączony w skład 1 Dywizjonu Żandarmerii. Plutony Będzin i Miechów weszły w skład 5 Dywizjonu Żandarmerii, natomiast Pluton Częstochowa, Piotrków i Noworadomsk w skład 4 Dywizjonu Żandarmerii.

## Struktura dywizjonu
- Dowództwo Dywizjonu Żandarmerii Wojskowej Nr 3
- Pluton Kielce I eks Pluton Żandarmerii Nr 1 w Kielcach
- Pluton Kielce II (od VI 1920)
- Pluton Radom eks Pluton Żandarmerii Nr 2 w Radomiu
- Pluton Piotrków eks Pluton Żandarmerii Nr 3 w Piotrkowie
- Pluton Częstochowa eks Pluton Żandarmerii Nr 4 w Częstochowie
- Pluton Noworadomsk eks Pluton Żandarmerii Nr 5 w Noworadomsku (obecnie Radomsko)
- Pluton Opatów eks Pluton Żandarmerii Nr 6 w Opatowie
- Pluton Pińczów eks Pluton Żandarmerii Nr 7 w Pińczowie
- Pluton Będzin eks Pluton Żandarmerii Nr 8 w Będzinie
- Pluton Miechów eks Pluton Żandarmerii Nr 9 w Miechowie
- Pluton Ostrowiec Świętokrzyski (1921)
- Szwadron Zapasowy Dywizjonu Żandarmerii Wojskowej Nr 3

## Obsada personalna dywizjonu
Dowódcy żandarmerii / dowódcy dywizjonu
- rtm. Wiktor Ludwikowski (XII 1918 - X 1919)
- rtm. Stanisław Pinkas (od XI 1919)
- rtm. Adam Tomasz Butzura (do 12 VII 1920 → dowódca Dywizjonu Żandarmerii Wojskowej Nr 9[4])
- rtm. / ppłk Hugon Babel (12 VII 1920 - 7 II 1921 → dowódca Dywizjonu Żand. Wojsk. Nr 2 w Lublinie[5])
- mjr Adam Tomasz Butzura (7 II - XI 1921 → dowódca 10 Dywizjonu Żandarmerii)

Zastępcy dowódcy dywizjonu
- mjr Wojciech Stepek (do 14 VI 1921 → szef sztabu Dowództwa Żandarmerii Wojskowej w Warszawie[6])
- rtm. dr Tadeusz Alojzy Dudryk (od 23 VI 1921[7])

Adiutant dywizjonu
- ppor. Jan Bednarski (do 7 II 1921 → adiutant Dywizjonu Żand. Wojsk. Nr 2 w Lublinie)
- ppor. Włodzimierz Karpiński (od 7 II 1921)

Dowódca szwadronu zapasowego
- mjr Karol Jan Dobrowolski (od 12 VI 1921[8])

Lekarz dywizjonu
- por. lek. Roman Szczechura (1921[9]) † 16 IV 1938

Dowódcy Plutonu Kielce I
- por. Zugaj (VII - XI 1919)
- por. Roszkiewicz (XII 1919 - 1920)
- rtm. Paweł Dudzik (1920 - X 1921)

Dowódca Plutonu Kielce II - chor. Boher (1920 - 1921)

Dowódca Plutonu Kielce – kpt. piech. Wiktor Zakliński (od 12 VI 1921)
Dowódca Plutonu Piotrków - por. Józef Kędzierski (VII 1919 - XI 1921)
Dowódcy Plutonu Częstochowa
- por. Piernikowski (VII 1919 - 1920)
- por. Musiał (1920 - 1921)

Dowódcy Plutonu Noworadomsk
- por. Markowski (VII - IX 1919)
- ppor. Borczyk (X 1919 - 1920)
- chor. Tyszurski (1920 - 1921)

Dowódcy Plutonu Radom
- por. Zagórski (VII - X 1919)
- por. Grochot (XI 1919 - X 1921)

Dowódcy Plutonu Opatów
- por. Grochot (VII - IX 1919)
- ppor. / por. Jan Okupski[10] (XII 1919 - 1920)
- chor. Paterniuk (1920 - X 1921)

Dowódcy Plutonu Będzin
- por. Musiał (VII 1919 - 1920)
- por. Piernikowski (1920 - XI 1921)

Dowódcy Plutonu Miechów
- por. Kade (VII - VIII 1919)
- wachm. Cebula (IX 1919 - 1920)
- ppor. Antoni Czabański (do 26 I 1920 → dowódca Plutonu II Warszawa[11])
- ppor. / por. Edward Gorczyca (30 I[12] - 12 VI 1920 → odkomenderowany do Winnicy na Ukrainie[13])
- chor. Moroński (1920 - X 1921)

## Oficerowie Żandarmerii
- rtm. Jan Dłużyński
- por. Bronisław Nazimek z Dowództwa Żandarmerii Powiatowej w Radomiu